# Slime I
Slime I ist das Debütalbum der Hamburger Punkband Slime. Es erschien zunächst in Eigenproduktion und wurde dann von Aggressive Rockproduktionen neu aufgelegt. Das Album wurde 2011, 30 Jahre nach dem Erscheinen, wegen der Lieder Wir wollen keine Bullenschweine und Polizei, SA, SS in der 1998er-Auflage von der Bundesprüfstelle für jugendgefährdende Medien indiziert.

## Entstehungsgeschichte
Kurz nach der Veröffentlichung der ersten Extended Play Wir wollen keine Bullenschweine (1980) stieg Christian Mevs als zweiter Gitarrist in die Band ein. Angestachelt vom Erfolg der EP beschloss man ein Album nachziehen zu lassen. Die Band sparte sich die 5.000 DM Kosten für die Aufnahme und Pressung zusammen und nahm das Album innerhalb von 10 Tagen in den Hamburger Raubbau Studios unter Regie von Studiobesitzer Thomas Baur auf. Die ersten 5.000 Exemplare verkauften sich innerhalb der ersten Wochen. Auf eigene Kosten presste die Band 25.000 Exemplare nach. Dann lernte sie Karl-Ulrich Walterbach kennen, der sie zu seinem noch jungen Independent-Label Aggressive Rockproduktionen holte. Der Deal wurde per Handschlag beschlossen. In der ersten Zeit verkaufte Walterbach etwa 50.000 Exemplare des Albums.

## Beschlagnahme und Nachpressungen
Im Frühjahr 1982 wurden die Räumlichkeiten des Plattenladens Rip Off von Klaus Maeck im Auftrag der Hamburger Staatsanwaltschaft durchsucht und Exemplare des Albums sichergestellt. Maeck, den sie für einen Gesellschafter des Albums hielten, erhielt eine Anzeige wegen Volksverhetzung. Er konnte den Irrtum jedoch aufklären. Etwas später erfolgte die Beschlagnahme des kompletten Lagerbestands bei Aggressive Rockproduktionen sowie beim Vertrieb SPV. Das Album wurde aus dem Verkehr gezogen. Walterbach veröffentlichte das Album kurze Zeit später wieder. Allerdings wurde Wir wollen keine Bullenschweine mit Störgeräuschen zensiert. Auf der späteren CD-Veröffentlichung wurde wieder die unzensierte Version veröffentlicht. Diese wurde erst 2002 eingezogen, als die Räumlichkeiten von Mayer durchsucht wurden und dort drei Exemplare sichergestellt wurden. Dadurch erfolgten die Wiederveröffentlichungen von Weird System auf LP wieder mit zensierter Version, diesmal ohne Störgeräusche aber mit gelöschten Textstellen. Die offizielle Indizierung erfolgte jedoch erst 2011, also genau 30 Jahre nach Erstveröffentlichung des Albums. Das Verbot von Deutschland muss sterben scheiterte im Jahr 2000 vor dem Bundesverfassungsgericht.

## Titelliste
1. We Don’t Need the Army – 4:11 (Michael Mayer)
2. Artificial – 3:47 (Michael Mayer)
3. A.C.A.B. – 1:46 (Michael Mayer)
4. I Wish I Was – 2:17 (Stefan Mahler)
5. They Don’t Give a Fuck – 2:22 (Michael Mayer)
6. Robot Age – 3:11 (Michael Mayer, Peter Wodok)
7. Streetfight – 1:59 (Michael Mayer)
8. Karlsquell – 2:47 (Christian Mevs, Stephan Mahler)
9. Hey Punk – 2:00 (Michael Mayer)
10. D.I.S.C.O. – 3:01 (Michael Mayer)
11. D.O.R.F. – 1:57(Dirk Jora, Michael Mayer)
12. Deutschland – 3:43 (Dirk Jora, Michael Mayer)
13. Bullenschweine – 2:39 (Michael Mayer)
14. 1,7 ‰ Blues – 3:06 (Christian Mevs, Dirk Jora, Sven Räther, Michael Mayer, Peter Wodok)

Bonustracks der 1998er Version
1. Keine Führer – 2:37
2. Polizei SA/SS (unzensiert) – 1:47

Bonustracks der 2007er Version
1. Keine Führer – 2:37
2. Polizei XX/XX (zensiert) – 1:47
3. Bundeswehr – 2:41
4. We’re Always Gonna Win – 3:18
5. Wir wollen keine… (zensiert) – 2:40
6. Iran – 1:07
7. Hey Punk – 1:42
8. Hate Them All – 2:42

## Songinfos
Das Kürzel A.C.A.B. für All cops are bastards (dt. „Alle Polizisten sind Bastarde“) verbreitete sich in Deutschland und gehört heute zur Umgangssprache in der linksextremen, der Hooligan- sowie der rechtsextremen Szene und hat auch seine Verbreitung in anderen Subkulturen gefunden. Dies nicht zuletzt durch das Slime-Lied. Ob sie letztlich in Deutschland durch Slime verbreitet wurde oder ob die englische Version der 4-Skins hier federführend war, ist heute nicht mehr herauszufinden.
I Wish I Was wurde von Stephan Mahler geschrieben und eingesungen. Er sollte in der späteren Bandgeschichte eine Rolle spielen, ersetzte er doch 1982 Peter Wodok am Schlagzeug und avancierte zum Haupttexter der Band. Die Hymne Karlsquell, eine Ode an das kostengünstige Aldi-Bier Karlsquell stammt ebenfalls aus seiner Feder.
Deutschland, auch bekannt als Deutschland muss sterben (damit wir leben können) ist eine Umkehrung eines Spruches auf dem Soldatendenkmal von 1936 zum Andenken an das hanseatische Infanterieregiment Nr. 76 aus dem Ersten Weltkrieg am Bahnhof Hamburg Dammtor. Dort heißt es „Deutschland muss leben, auch wenn wir sterben müssen“. Die Zeile stammt aus Heinrich Lerschs Gedicht Soldatenabschied von 1914. Der Text ist eine wütende Anklage gegen den deutschen Staat. In einem späteren Prozess gegen das Lied bestätigte das Bundesverfassungsgericht im November 2000 den künstlerischen Gehalt des Stückes und zog Assoziationen zu Heinrich Heines Die schlesischen Weber.